# François Henri Plauche
François Henri Plauche, né le 9 février 1759 à Sisteron (Généralité de Provence) et décédé le 6 mars 1835 au même lieu (alors dans les Basses-Alpes), est un homme politique français .

## Biographie
"Fils d'Alexis Plauché, négociant de la ville de Sisteron, y domicilié, et de demoiselle Marguerite Maxime."  Ecclésiastique, il quitte les ordres sous la Révolution, pour devenir magistrat. Juge au tribunal de Digne-les-Bains, il est ensuite greffier du tribunal de Castellane, dont il est élu député de l’arrondissement (dans les Basses-Alpes) le 17 mai 1815, pendant les Cent-Jours, par 28 voix contre 22 (à M. David, juge de paix). Il retourne dans l'église sous la Restauration et devient prêtre desservant de la paroisse de Bevons.